# Родкевич, Бекир
Бекир Родкевич (пол. Bekir Radkiewicz, 14 февраля 1889, Муравщина, Ошмийский район, Виленская губерния — 23 января 1987, Гожув-Велькопольски) — основатель и первый имам мусульманской религиозной общины в Гожуве в 1945 году.

## Биография
Родился в семье литовских татар. До начала Второй мировой войны был муэдзином Новогрудоки. Летом 1945 года переехал в Гожув вместе с сотней татарских семей. Вся татарская община расположилась на холмах за кирпичным заводом в Янисском районе, поэтому местные жители стали называть эти холмы «Татарскими горами».
В 1950 году татары начали переселяться в Варшаву и Белосток, но Родкевич остался в Гожуве. Он переехал в регион, который был заселён татарами с XVII века.
Умер в Гожуве 23 января 1987 года. На следующий день его похоронили на мусульманском татарском кладбище в Варшаве.